# Алахвердови, Сахил
Сахил Алахвердови (Аллахвердиев) (азерб. Sahil Allahverdiyev, груз. სახილ ალახვერდოვი; род. 9 января 1999) — грузинский боксёр азербайджанского происхождения, выступающий в наилегчайшем весе. Участник Олимпийских игр (2020), бронзовый призёр чемпионата мира (2021), серебряный призёр Европейских игр (2019), чемпион Европы (2022), многократный победитель и призёр международных и национальных первенств в любителях.

## Карьера
Сахил Алахвердови в 2013 году стал чемпионом Грузии среди студентов, а также в 2014 и 2015 годах становился чемпионом Грузии среди юниоров. В 2015 году он выиграл золотую медаль в весовой категории до 46 кг на чемпионате Европы среди юниоров во Львове, в 2016 году стал серебряным медалистом в легкой наилегчайшем весе на чемпионате Европы среди молодежи в Анапе. В 2017 году победил на юношеском чемпионате Европы в Анталии. Также Сахил был участником чемпионата мира среди юниоров 2015 года в Санкт-Петербурге и молодежного чемпионата мира 2016 года в Санкт-Петербурге. 
На Европейских играх 2019 года в Минске он стал обладателем серебряной медали в легком наилегчайшем весе. 
После успешной квалификации он был включён в число участников Олимпийских игр 2020 года в Токио в наилегчайшем весе, где выбыл в предварительном раунде, уступив Ху Цзянгуаню. В 2021 году он стартовал в минимальном весе на чемпионате мира в Белграде , где завоевал бронзовую медаль после полуфинального поражения от Вуттичай Юрачай.
На чемпионате мира 2021 года в Белграде, Сахил дошёл до полуфинала в котором уступил тайскому боксёру Вуттичай Юрачай, тем самым завоевал бронзовую медаль первенства планеты.